# فرس البحر الشوكي
فرس البحر الشوكي (الاسم العلمي: Hippocampus histrix) (بالإنجليزية: Thorny seahorse)‏ هو نوع من الأسماك يتبع جنس فرس البحر من فصيلة زمارات البحر.